# Arestów
Arestów, Aresztów (ukr. Орестів, Orestiw) – wieś w zachodniej części Ukrainy, w obwodzie rówieńskim, w rejonie zdołbunowskim. W 2001 roku liczyła 485 mieszkańców.

## Zabytki
- pałac – w XVIII w. Aresztów należał do Remigiusza Jełowickiego (zm. 1788)[1], który związek małżeński zawierał dwa razy. Po śmierci pierwszej żony Agnieszki Matuszewicz w 1748 r. ożenił się z Franciszką Grocholską, z którą miał syna Pawła Jełowickiego[2]. Klasycystyczny pałac wybudowany na przełomie XVIII w. i XIX w. przez Pawła Jełowickiego. Dwupiętrowy obiekt był zwieńczony czterospadowym dachem[3]
- park krajobrazowy[3]